# 倪嶽
倪嶽（1444年—1501年），字舜咨，號青溪，直隸上元县人，鄉貫浙江錢塘縣。明朝政治人物。倪謙之子。

## 生平
天順八年（1464年），登进士，授庶吉士，改翰林院编修。成化元年授任編修，參與《英宗實錄》的編寫。年间，历任侍读学士、进入东宫。
成化二十二年（1486年），升为礼部右侍郎。弘治元年十二月（1489年），改左侍郎。礼部尚书耿裕方持大體，而所有禮文制度均由倪嶽对顶。弘治六年，升礼部尚书。当时明孝宗下诏國師領占竹於四川，倪嶽力諫使得孝宗撤销。之后屡次上言请求，開言路，寬賦役，慎刑罰，黜奸貪，進忠直，汰冗員等建议，均得到孝宗采纳。后因礼部左侍郎徐瓊计谋取代倪嶽。弘治九年，南京吏部缺尚书，朝廷推举徐瓊。但孝宗仍下诏加封倪嶽为太子太保，往任南京吏部尚书。弘治十二年改任南京兵部尚书，参赞机务。弘治十三年，因吏部尚書缺，吏部會官推舉吳寬任吏部尚書、倪嶽任吏部左侍郎。上諭改倪嶽為吏部尚書。弘治十四年十月初九日去世，享年五十八岁，赠少保，歸鄉治喪給驛，謚文毅。

## 家族
高祖倪啟，父倪謙，子倪霦。